# 三氧化二銅
三氧化二銅是一種無機化合物，其化學式為Cu2O3。其為紅色晶體，不溶於水，在常溫及乾燥狀態下穩定。
其為銅酸鹽高溫超導體的成分，如YBa2Cu3O7-δ。三價銅在離子環境下通常變得穩定，如在六氟合銅(III)酸鉀中。

## 獲取
在低溫下於鹼性溶液中可以過硫酸鉀或過磷酸二氫鉀來氧化氫氧化銅：
{\displaystyle {\mathsf {2Cu(OH)_{2}+K_{2}S_{2}O_{8}+2KOH\ {\xrightarrow {-23^{o}C}}\ Cu_{2}O_{3}+2K_{2}SO_{4}+3H_{2}O}}}
{\displaystyle {\mathsf {2Cu(OH)_{2}+KH_{2}PO_{5}+2KOH\ {\xrightarrow {-23^{o}C}}\ Cu_{2}O_{3}+K_{3}PO_{4}+4H_{2}O}}}

## 化學性質
在75°C或以上會分解：
{\displaystyle {\mathsf {2Cu_{2}O_{3}\ {\xrightarrow {75^{o}C}}\ 4CuO+O_{2}\uparrow }}}
在鹼性溶液中與高碘酸鉀加熱會產生反應，形式暗紅色溶液：
{\displaystyle {\mathsf {Cu_{2}O_{3}+4KIO_{4}+10KOH\ {\xrightarrow {}}\ 2K_{5}[Cu(HIO_{6})_{2}]+4H_{2}O}}}